# Loch Creran
Loch Creran ist ein Meeresarm an der schottischen Westküste.

## Geographie
Am Südostende der Insel Mull an der Insel Lismore spaltet sich die Schottische See in das nach Nordosten führende Loch Linnhe und den nach Nordwesten führenden Sound of Mull auf. Den Loch drei Kilometer aufwärts, geht der Loch Etive rechts von Loch Linnhe ab. Weitere sechs Kilometer aufwärts, etwa am Nordende von Lismore, zweigt rechts der Loch Creran ab. In seiner Mündung liegt die Gezeiteninsel Eriska. Zunächst drei Kilometer nach Südosten führend, knickt der Fjord abrupt nach Nordosten ab. Auf Höhe des Weilers Dallachulish verjüngt sich Loch Creran auf eine Breite von etwa 90 Metern, um sich wieder zu erweitern und 2,5 Kilometer nordwestlich zu enden. An seinem Kopf mündet der namensgebende Fluss Creran ein. Loch Creran ist etwa elf Kilometer lang.

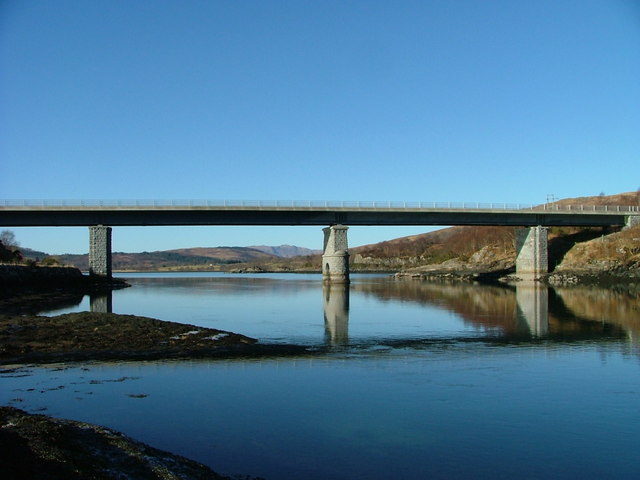
Brücke der A828 über die Einschnürung von Loch Creran

Die Ufer von Loch Creran sind dünn besiedelt. An der Einschnürung bei Dallachulish quert die A828 (Connel–Ballachulish), die ab nördlich von Benderloch dem Ostufer folgt, über die Creagan Bridge. Bis 1966 diente die Brücke den Zügen der Bahnstrecke von Connel Ferry nach Ballachulish, einer Zweigstrecke der West Highland Line. Der Eriska Crannóg zwischen dem Festland und der mit einer Brücke verbundenen Gezeiteninsel Eriska, liegt im Loch Creran. Administrativ gehört Loch Creran zur Council Area Argyll and Bute.